# Vanden Plas (bil)

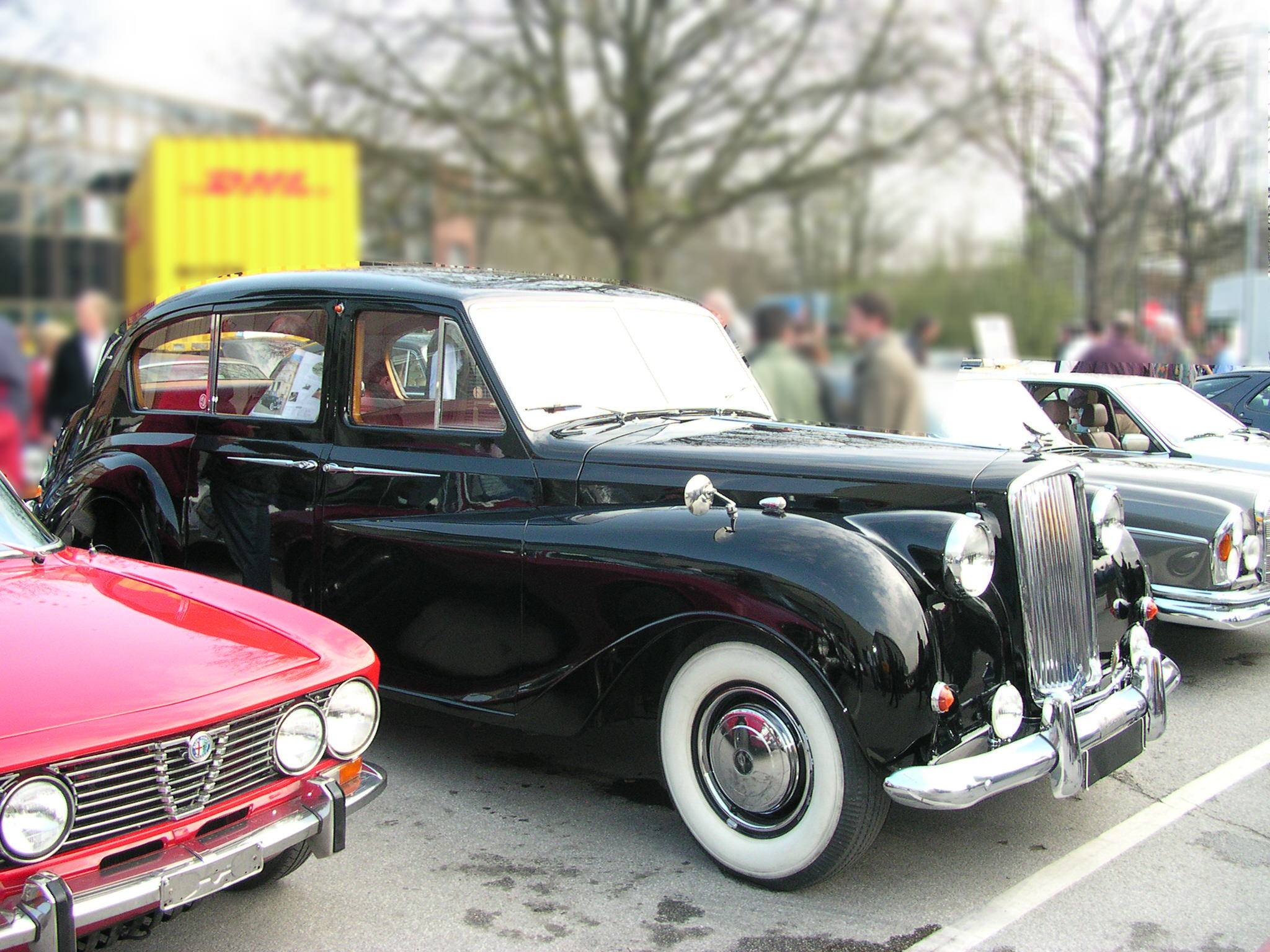
Princess 4-litre Limousine

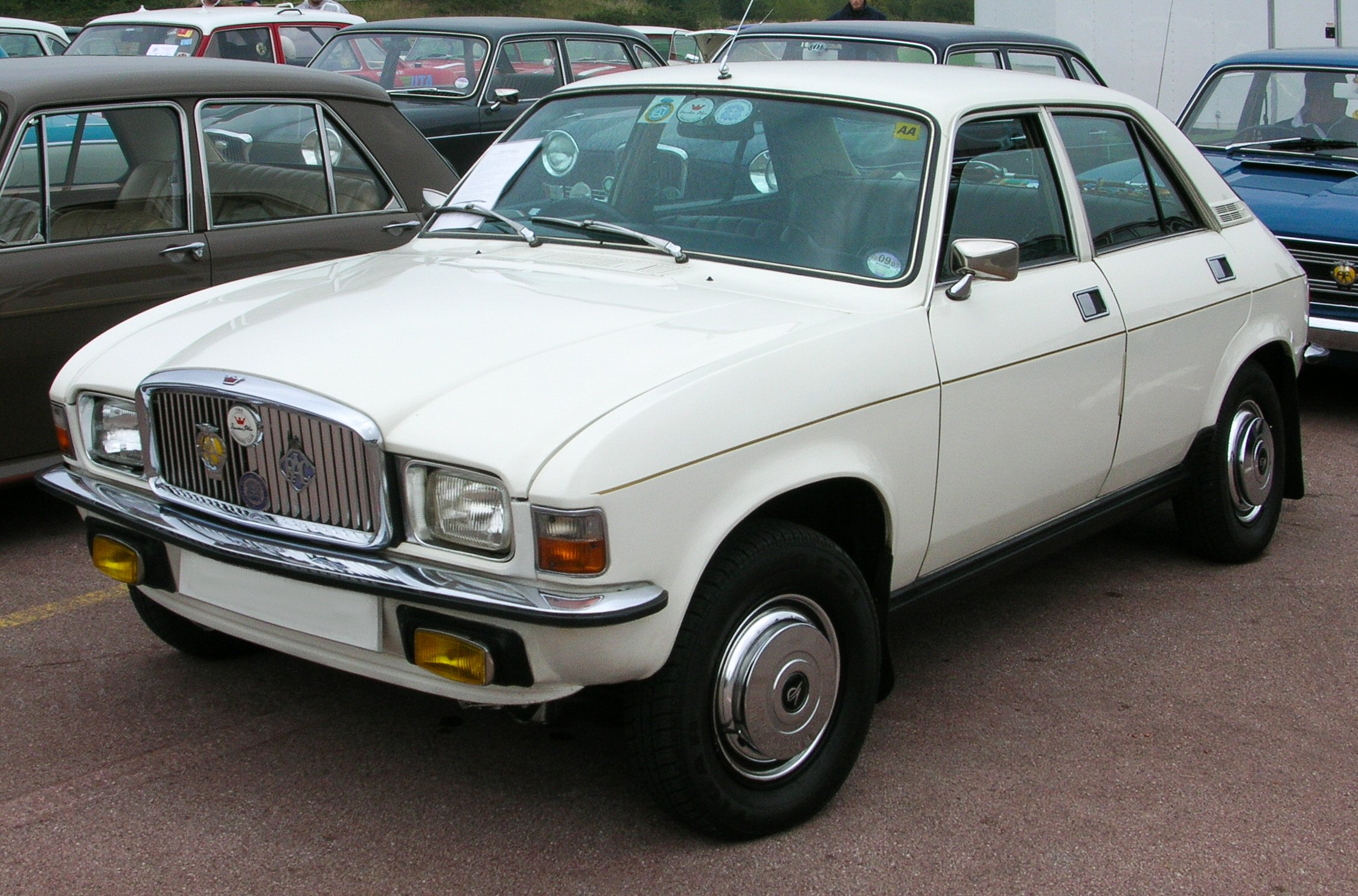
Princess 1500

Vanden Plas, brittisk karosseribyggare och eget bilmärke mellan 1960 och 1980.

## Historia
Van den Plas var en belgisk karossbyggare som etablerats redan på 1800-talet. Strax före första världskriget etablerade företaget en filial i nordvästra London. Namnet anglifierades snart till Vanden Plas. Mellan krigen flyttade verksamheten till nya lokaler i Kingsbury. Där byggde man karosser på chassin från bland annat Bentley och Alvis.
1946 köptes företaget av Austin Motor Company och började bygga karosser till Austins stora Princess-modell. I slutet av 1950-talet byggdes även en lyxig variant av Austin A95 / A105 Westminster. I samband med att dess efterföljare A99 presenterades, blev Vanden Plas ett eget bilmärke 1960. På programmet stod den A99-baserade Princess 3 litre och den stora Princess 4 litre Limousine, som nu varit i produktion i drygt tio år. Senare kom den lilla Austin 1100-baserade Princess 1100.
Efter bildandet av British Leyland Motor Corporation 1968 lades tillverkningen av de stora bilarna ner, men Vanden Plas fick bygga limousinen Daimler DS420 istället. Den lilla Princess-modellen ersattes 1974 av den Austin Allegro-baserade Princess 1500. Fabriken i Kingsbury lades ned 1979 och tillverkningen flyttades till MG i Abingdon, innan även den anläggningen lades ner året därpå och Vanden Plas upphörde som eget bilmärke.
Namnet Vanden Plas fortsatte att användas under åttio- och nittiotalen på särskilt lyxiga versioner av Austin och Rover. På den amerikanska marknaden kallas Jaguars lyxmärke Daimler fortfarande för Jaguar Vanden Plas.

## Några Vanden Plas-modeller
- 1960 Vanden Plas Princess 4-litre Limousine
- 1960 Vanden Plas Princess 3-litre
- 1963 Vanden Plas Princess 1100
- 1964 Vanden Plas Princess 4-litre R
- 1974 Vanden Plas Princess 1500